# Biła Krynycia (obwód czerniowiecki)
Biła Krynycia (ukr. Біла Криниця; ros. Белая Криница, Biełaja Krinica; rum. Fântâna Albă) – wieś na Ukrainie, w obwodzie czerniowieckim, w rejonie hlibockim. W 2001 roku liczyła 169 mieszkańców. Do 1940 roku siedziba metropolii staroobrzędowców. 
Od XVIII wieku miejsce osiedlania się rosyjskich staroobrzędowców, którzy przenieśli się tutaj z rejonu Morza Czarnego, Wołoszczyzny i Besarabii. W 1783 cesarz Józef II zgodził się na zakładanie rosyjskich osad na odzyskanej od Turcji Bukowinie, zwolnił lokalne gminy z pańszczyzny, podatków oraz ze służby wojskowej, gwarantując pełną swobodę wyznania. 
Miejscowość została założona na uroczysku Warncaa, gdzie znajdowało się wapienne źródło, stąd rumuńska nazwa miejscowości (Fântâna Albă, dosł. "białe źródło"), która dała początek rosyjskiemu określeniu "Biełaja Krinica". Wraz z miejscowością wzniesiono męski monastyr. Od 1838 roku miejscowość była siedzibą archireja staroobrzędowców-popowców – za pieniądze jedynowierców z Rosji wzniesiono lokalny sobór, w którym mieściły się władze eparchii. 
W 1853 roku główne centrum staroobrzędowców zostało przeniesione do Moskwy, Biła Krynycia pozostała jednak siedzibą lokalnego biskupstwa. Po włączeniu Bukowiny do ZSRR w 1940 roku władze eparchii przeniesiono w głąb Rumunii do Tulczy – obecnie siedziba metropolity białokrynickiego znajduje się w Braile. 
W kwietniu 1941 roku miasteczko było sceną tragedii: około 200 mieszkańców i okolic próbowało się przedostać na stronę rumuńską, na co strzegące granicy wojska radzieckie odpowiedziały ostrzałem. Zginęło wówczas ponad 200 osób. 
W latach 1988–1996 w  Biłej Krynyci mieściło się Muzeum Staroobrzędowców – z powodów finansowych zostało zlikwidowane, a jego zbiory przekazano do muzeum krajoznawczego w Czerniowcach.

## Zabytki
- Sobór Zaśnięcia Najświętszej Bogurodzicy zbudowany w latach 1900–1908 ze środków moskiewskiego kupca Gleba Owsianikowa na cześć zmarłego przedwcześnie syna Aleksandra, poświęcony w 1908 przez metropolitę białokrynickiego Makarego w towarzystwie archiepiskopa Moskwy Ioanna. Z wyglądu przypomina Sobór Wasyla Błażennego.
- Cerkiew Kosmodemjanska (XVIII–XIX wiek, drewniana budowla w lokalnym stylu ruskim)